# خاطرات یک خدمتکار (فیلم ۲۰۱۵)
خاطرات یک خدمتکار (به انگلیسی: Diary of a Chambermaid) فیلمی محصول سال ۲۰۱۵ و به کارگردانی بنوآ ژکو است. در این فیلم بازیگرانی همچون لئا سیدو، ونسان لندون، ونسان لاکوست، دومینیک ریموند و آدریانا آستی ایفای نقش کرده‌اند.